# 大桑発電所

1919年（大正8年）から1939年（昭和14年）にかけて存在した大同電力による木曽川水力発電事業の経緯と発電所位置図

大桑発電所（おおくわはつでんしょ）は、長野県木曽郡大桑村大字野尻にある関西電力株式会社の水力発電所である。木曽川本川にある発電所の一つ。
形式は水路式発電所で、最大出力1万2,600キロワットにて運転されている。1921年（大正10年）に運転を開始した。中部山岳地帯の電源開発に関する近代産業遺産群の一つとして経済産業省の「近代化産業遺産」に認定（2007年度）されている。

## 設備構成
大桑発電所は導水路により落差を得て発電する水路式発電所である。最大使用水量38.40立方メートル毎秒・有効落差39.09メートルにより最大1万2,600キロワットを発電する。
取水堰は1か所あり、その高さ（堤高）は7.12メートル、長さ（頂長）は138.47メートル。堰のゲートは2門の土砂吐のみで、右端に設置。堰右端にはゲートのほか魚道と流木路も備わる。取水口も右岸にあり、上流須原発電所の放水（放水路に直結）と支流伊那川橋場発電所の放水（取水堰上流へ放流）を集める。沈砂池は1か所設置。
取水口から上部水槽につながる導水路は総延長3,621メートル。その大部分（2,938メートル）がトンネルであり、他の部分は開渠・暗渠で構成される。水路勾配は2,000分の1。なお導水路が支流殿小川を横断する部分にて、水路天端より流入させる形で殿小川から取水できる。
水槽から水車発電機へと水を落とす水圧鉄管は、長さ74メートルのものを3条設置。水車発電機は3組あり、水車は立軸単輪単流渦巻フランシス水車を採用、発電機は容量5,000キロボルトアンペア・周波数60ヘルツのものを備える。
発電所建屋は組積造（煉瓦造）で、総面積は822.9平方メートル。

## 歴史

### 水利権獲得と発電所建設

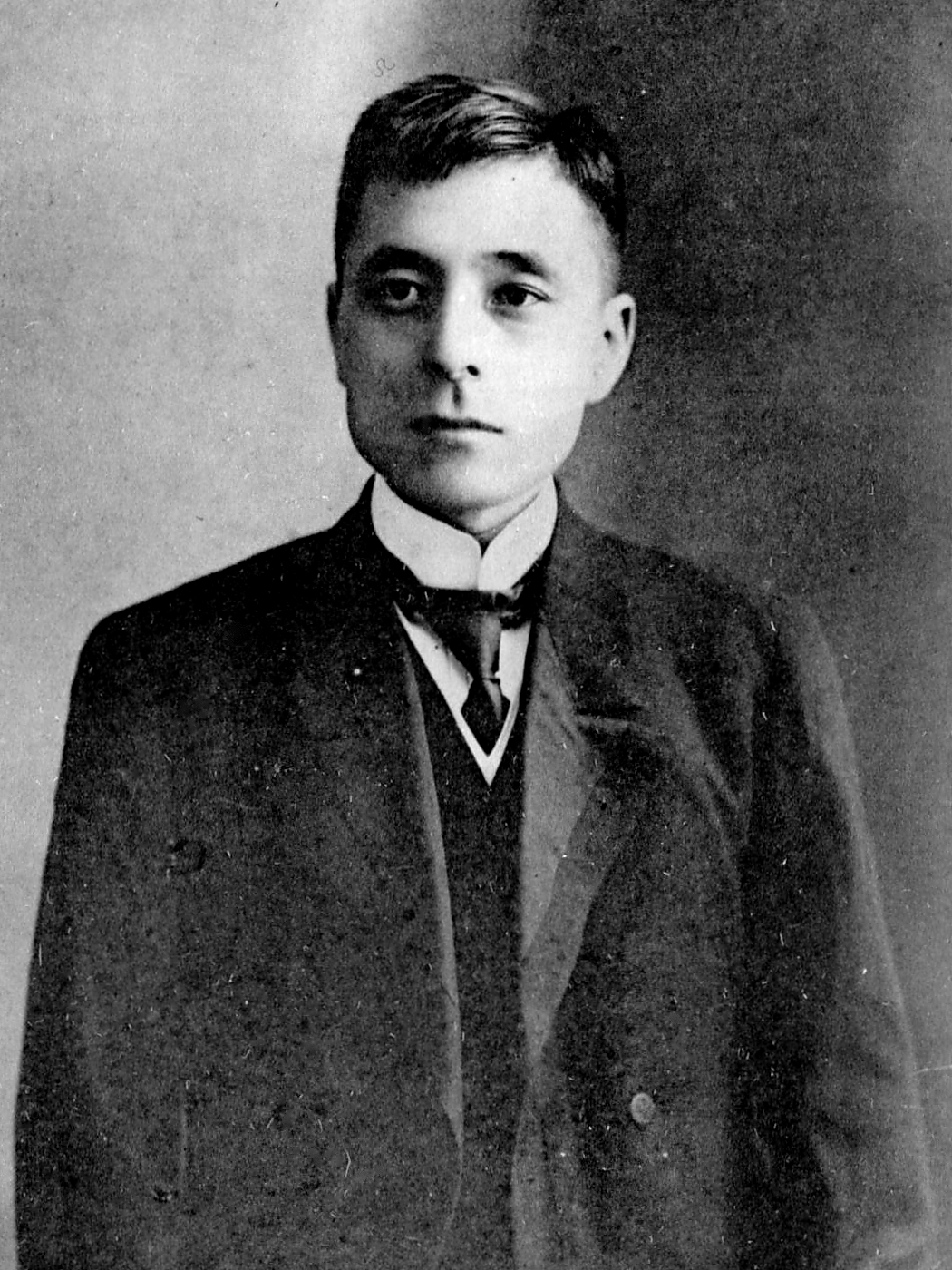
名古屋電灯・木曽電気製鉄・大同電力社長福澤桃介

大桑発電所付近にて最初に水利権を獲得したのは関清英を代表とするグループで、その許可は1907年（明治40年）4月にさかのぼる。この水利権は翌1908年（明治41年）3月に名古屋電力（当時木曽川八百津発電所を建設中）へと譲渡され、さらに合併によって1910年（明治43年）10月、明治・大正期における名古屋市の電力会社名古屋電灯に引き継がれた。「駒ヶ根」地点と呼ばれたこの水利権は、木曽川のうち福島町（現・木曽町）から駒ヶ根村（現・上松町）を経て大桑村へ至る区間が引用区間であったが、1910年7月の計画見直しで「駒ヶ根」と「大桑」の2地点に分割された。
水利権の獲得程度に留まっていた木曽川中流部の開発計画が具体化されるのは、後年「電力王」と呼ばれた実業家福澤桃介が名古屋電灯の経営を掌握してからである。「大桑」地点については、まず1915年（大正4年）10月、使用水量を既許可の500立方尺毎秒（13.91立方メートル毎秒）から1,000立方尺毎秒（27.83立方メートル毎秒）へと増加する申請を行う。さらに翌1916年（大正5年）6月には引用区間を見直して「大桑第二」地点へと改め、設計変更を出願した。そして1917年（大正6年）11月、使用水量1,000立方尺毎秒にて「大桑第二」地点の水利権許可を得た。
水利権の許可後、1918年（大正7年）9月に名古屋電灯から開発部門が木曽電気製鉄（後の木曽電気興業）として独立したため、「大桑第二」地点の水利権も同社へと移されている。さらに1921年（大正10年）2月、木曽電気興業は合併によって大同電力となった。この間、「大桑第二」地点は大桑発電所として開発が実行に移され、1918年10月に着工、大同電力発足後の1921年3月に水路工事が完了し、6月までに発電所工事もほぼ終了した。主要機器はいずれもアメリカ合衆国からの輸入品であり、メーカーは水車がアリス・チャルマーズ、発電機・変圧器がウェスティングハウス・エレクトリック。名古屋方面既設送電線に連絡する送電線が7月末まで完成しなかったため送電開始も遅れ、1921年8月11日仮使用認可を得て送電開始に漕ぎつけた。本使用認可は1か月半後の9月27日付である。当初の発電所出力は8,000キロワットであった。

### 建設後の変遷
大桑発電所における使用水量は、水利権許可当初は木曽川本川からの取水1,000立方尺毎秒に限られたが、竣工翌年の1922年（大正11年）7月に本川からの取水量を190立方尺毎秒追加し、支流伊那川も新たに110立方尺毎秒を取水して使用水量を合計1,300立方尺毎秒（36.17立方メートル毎秒）へと引き上げるという許可を得た。次いで1929年（昭和4年）4月、渇水補給用として支流殿小川からの取水許可も得た。1934年（昭和9年）4月には、設備能力に余裕があるとして木曽川本川からの取水を80立方尺毎秒増加する許可を得て、以後使用水量は1,380立方尺毎秒（38.40立方メートル毎秒）となった。
使用水量の増加に伴って発電所出力も増強された。まず1922年9月、発電機3台のうち1台を予備設備として運用する体制から3台とも常用設備へと変更（予備設備は毛馬火力発電所に集約）して出力を1万1,000キロワットへと引き上げる許可を取得した。その後も出力は1931年（昭和6年）に1万1,200キロワットへ増加され、次いで1935年（昭和10年）5月には1万2,100キロワットへと引き上げられている。
発電所の周波数設定は60ヘルツであるが、関東地方向けの電源に故障・異常渇水などが発生した際に大桑発電所を関東送電用に投入できるよう設備を50ヘルツ・60ヘルツ両用に改修する周波数変更工事が1937年（昭和12年）11月に完成した。周波数変更は調速機の部品を一部取り替えるだけで可能となったが、水車能力低下や発電機電圧低下などに制限されるため、50ヘルツ運転時の発電所出力は400キロワット減の最大1万1700キロワットに制限される。
1939年（昭和14年）4月1日、電力国家管理の担い手として国策電力会社日本発送電が設立された。同社設立に関係して、大同電力は「電力管理に伴う社債処理に関する法律」第4条・第5条の適用による日本発送電への社債元利支払い義務継承ならびに社債担保電力設備（工場財団所属電力設備）の強制買収を前年12月に政府より通知される。買収対象には大桑発電所など14か所の水力発電所が含まれており、これらは日本発送電設立の同日に同社へと継承された。
太平洋戦争後、1951年（昭和26年）5月1日実施の電気事業再編成では、大桑発電所はほかの木曽川の発電所とともに供給区域外ながら関西電力へと継承された。日本発送電設備の帰属先を発生電力の主消費地によって決定するという「潮流主義」の原則に基づき、木曽川筋の発電所が関西電力所管となったことによる。

### 木曽発電所による再開発

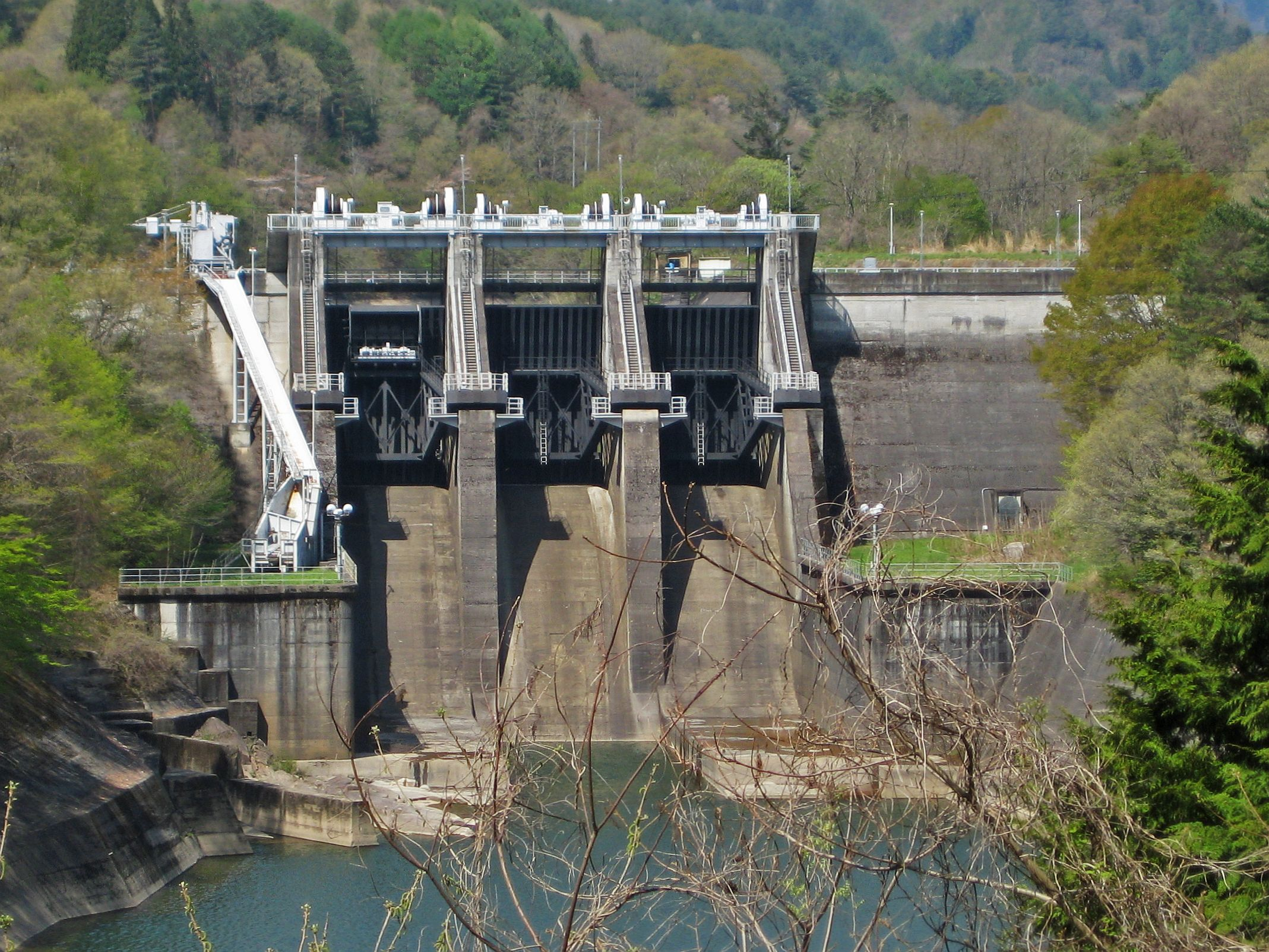
木曽ダム

関西電力発足後、木曽川中流部においては再開発が進められ、下流側から山口発電所（1957年）・読書第二発電所（1960年）が相次いで建設された。これに続いて、中流部の水路式発電所5か所（寝覚・上松・桃山・須原・大桑）に関する再開発が計画され、この区間における河川利用率を向上させるとともに尖頭負荷発電所として運用させるべく、木曽ダムならびに木曽発電所（出力11万6,000キロワット）の建設が進められ、1968年（昭和43年）に竣工した。ダムは木曽川との合流点直上の王滝川に位置し、水路は既設発電所群の水路の山側（西側）を通って大桑発電所直上に設けられた放水口に至る。また建屋は、当初計画では大桑発電所の直上にて半地下式で建設される予定であったが、実際には須原発電所寄りに地下式発電所として設置された。
その後1990年代に入ると、木曽川水系の発電所では1992年度より老朽化設備のリフレッシュ工事が始められ、その一環として大桑発電所においても1999年（平成11年）9月に更新工事が竣工、使用水量は従前と同一ながら発電所出力が500キロワット増強された。以後発電所出力は1万2,600キロワットとなっている。

## 大桑発電所に関する文献
- 『大桑発電事業誌』 - 「発電事業叢書第2巻」として大同電力により1926年3月刊行。発電所工事の詳細内容や工事前後の写真をまとめる。